# Conocybe aurea
Conocybe aurea är en svampart som först beskrevs av Julius Schäffer, och fick sitt nu gällande namn av Hongo 1963. Conocybe aurea ingår i släktet Conocybe och familjen Bolbitiaceae.  Artens status i Sverige är: Ej påträffad. Inga underarter finns listade i Catalogue of Life.